# Joseph Joffre
Joseph Jacques Césaire Joffre (12 tháng 1 năm 1852 - 3 tháng 1 năm 1931) là Thống chế Pháp gốc Catalan, Tổng tham mưu trưởng Quân đội Pháp từ 1914 đến 1916 trong cuộc Chiến tranh thế giới lần thứ nhất. Sau khi cuộc Chiến tranh thế giới thứ nhất bùng nổ, vào tháng 8 năm 1914, quân Pháp dưới sự thống lĩnh của ông đã liên tiếp bị quân Đức đánh cho tơi tả, đưa nước Pháp đến bờ vực thảm họa. Tuy nhiên, đến tháng 9 năm 1914, ông đã lập nên chiến công tuyệt đỉnh của mình - Trận sông Marne lần thứ nhất, một trận ác chiến bất phân thắng bại về mặt chiến thuật nhưng lại là chiến thắng quyết định về mặt chiến lược của Liên quân Anh - Pháp. Qua đó, ông trở thành một vị anh hùng dân tộc, là vị tướng lĩnh Pháp đầu tiên đánh thắng được người Đức trong thế kỷ thứ XX. Thậm chí nhân dân Pháp còn tôn vinh ông là "Cha Joffre" (Papa Joffre) sau thắng lợi vẻ vang này.
Chiến thắng của ông ở Trận Marne này đã thể hiện sự năng nổ của Joffre trong việc hồi phục quân lực Pháp kể từ sau đại bại. Tuy nhiên, cuộc truy sát của Joffre sau chiến thắng trên sông Marne đã hoàn toàn thất bại, làm tiêu tan hy vọng của ông về một chiến thắng chóng vánh. Chiến thắng vang dội trong Trận Marne kết hợp với chiến bại thảm hại ban đầu khiến cho các chiến sĩ của ông bị kiệt lực. Khi ông đã hoàn toàn thất bại và tình trạng Chiến tranh hầm hào bắt đầu, Joffre liên tiếp tổ chức những đợt tấn công đẫm máu như Artois, Champagne và Somme, nhưng kết quả chỉ là những thất bại nặng nề của Quân đội Pháp. Tổn thất bi đát của quân Pháp trong những trận ác chiến này, cộng thêm việc Joffre không thể ngăn ngừa cuộc tiến công của quân Đức vào thành cổ Verdun, đã khiến cho Chính phủ Pháp huyền chức ông, dù rằng họ phong ông làm Thống chế nước Pháp không lâu sau đó.
Joffre đã nhiều lần viếng thăm các quốc gia khác sau khi ông trở thành Thống chế. Ông là một trong ba vị Thống chế duy nhất của nước Pháp trong thời kỳ đó, cùng với Ferdinand Foch và Philippe Pétain - cả ba ông đều có công lao to lớn góp phần đến chiến thắng của Quân đội Pháp nói riêng và phe Đồng Minh nói chung trước Đế chế Đức trong cuộc Chiến tranh thế giới thứ nhất.

## Cuộc đời

### Thời niên thiếu
Joffre sinh tại Rivesaltes, Roussillon, 8 giờ sáng ngày 12 tháng 1 năm 1852. Nơi ông chào đời nằm ở hướng Đông dãy Pyrenees - quê hương của một vị Thống chế xuất sắc khác của Quân đội Pháp là Ferdinand Foch. Là một học sinh tài năng, Joffre học trường cấp 2 tại Perpignan (Lycée François Arago), sau đó là trường cấp 3 Charlemagne tại Paris.
Ông theo học trường Bách khoa Paris vào tháng 7 năm 1869 và là học sinh trẻ nhất của khóa học này. Khi Chiến tranh Pháp-Phổ bùng nổ, ông được biên chế vào tiểu đoàn 39, gần La Villette. Tháng 3 năm 1871 khi chiến tranh kết thúc, ông trở về trường học với các bạn của mình.
Tại Đại học bách khoa Paris, Joffre theo học về kỹ sư quân sự và ông đã được điều đến trung đoàn số 2 tại Montpellier tháng 11 năm 1871. Ông trở thành trung úy năm 1872. Ngày 11 tháng 10 năm 1873, ông kết hôn với một quả phụ trẻ, Marie-Amélie Pourcheiroux (1846-1874) tuy nhiên đến ngày 3 tháng 4 năm 1874 thì bà mất do sinh khó tại Montpellier.

### Thời gian ở các thuộc địa
Trở về Paris, Joffre nhận lệnh đến Viễn Đông, nơi Pháp đang tăng cường tìm kiếm và đánh chiếm các thuộc địa. Tháng 1 năm 1885, từ Marseille, ông đã đến đảo Formosa một tháng rưỡi sau đó. Ông được bổ nhiệm làm kỹ sư trưởng dưới quyền đô đốc Amédée Courbet, từng tham gia phong tỏa các cảng biển Đài Loan. Sau đó vào tháng 7 ông đến Hà Nội thuộc An Nam. Thời điểm này, Pháp xem như đã thành công trong việc xâm lược An Nam sau các bản hòa ước Harmand (1883) và hòa ước Patenotre (1884). Tại đây, Joffre đã tham gia các hoạt động tăng cường phòng thủ cho khu vực này: đào hào, mở thêm đường mới và nâng cấp các bệnh viện.
Ngày 7 tháng 9 năm 1885, Courbet đã quyết định trao tặng huân chương Bắc đẩu bội tinh cho Joffre. Tháng 1 năm 1887, đại úy Joffre, lúc này là sĩ quan công binh chịu trách nhiệm hoạt động tại Hà Nội, Hưng Hóa, Sơn Tây, Nam Định, Ninh Bình, Thanh Hóa, thượng lưu sông Hồng và sông Lô dưới quyền đại tá Brissaud tham gia chiến dịch công phá căn cứ Ba Đình. Sau một tháng chiến đấu, quân khởi nghĩa ở Ba Đình đã phải phá vòng vây rút về Mã Cao và sau đó cuộc khởi nghĩa đã bị đàn áp. Tháng 1 1888, Joffre rời Bắc Kỳ và quyết định đi vòng quanh thế giới qua (Trung Quốc, Nhật Bản và Hoa Kỳ)..
Tháng 10 1888, Joffre trở về Pháp. Tháng 10 năm 1892, ông được đưa đến Châu Phi, vùng Sudan thuộc Pháp (nay là Mali) theo yêu cầu của đại tá Louis Archinard. Tại đây nhiệm vụ của ông là chỉ huy xây một tuyến đường sắt nối liền Kayes, thủ đô của vùng này từ 1892, vùng Bamako.
Tháng 3 năm 1894, Joffre được phong quân hàm thiếu tá nhờ có công ổn định tình hình ở Timbuktu. Tháng 3 năm 1895, ông được bổ nhiệm làm kỹ sư trưởng. Ông cưới người vợ thứ hai, Henriette Penon và có một người con là Germaine chào đời ngày 1 tháng 1 năm 1898. Hai năm sau, Joffre lên chức đại tá và làm việc dưới quyền của tướng Joseph Gallieni, Toàn quyền Pháp tại Madagascar. Vì những vấn đế chính trị, Joffre bị triệu về Pháp (tháng 1 năm 1901). Trong thời gian này, ông được phong hàm thiếu tướng và sau cùng được Gallieni triệu hồi lại. Tháng 1 năm 1902, Joffre trở lại Madagascar để hoàn thành nốt các công việc tại đây. Mùa xuân năm 1903, ông trở về Pháp.

### Trở thành tổng tham mưu trưởng

Kế hoạch Schlieffen và kế hoạch XVII

Năm 1911, Joffre được bổ nhiệm làm tổng tham mưu trưởng quân đội Pháp sau khi tướng Joseph Gallieni từ chối vì lý do sức khỏe dù ông hầu như không có kinh nghiệm về chỉ huy quân đội và "không có một chút am hiểu nào về công việc của một tham mưu trưởng"  Tháng 4 năm 1914, Joffre đã hoàn thành xong "Kế hoạch XVII", kế hoạch tác chiến của Pháp trong trường hợp chiến tranh bùng nổ. Theo kế hoạch này, quân Pháp sẽ bố trí tại vùng biên giới Pháp-Đức năm tập đoàn quân và mục tiêu chính của Pháp trong kế hoạch này là tái chiếm vùng Grand Est-Lorraine từ tay Đức, kìm chân quân Đức ở Rhine và tấn công miền Trung nước Đức từ phía nam Ardennes.
Khi Chiến tranh thế giới thứ nhất bùng nổ, kế hoạch XVII của Joffre ngay lập tức được quân đội Pháp đưa vào thực hiện. Trong khi quân đội Đức tiến vào Bỉ theo kế hoạch Schlieffen thì vào ngày 7 tháng 8 và ngày 14 tháng 8, Tập đoàn quân số 1 và số 2 Pháp tấn công Alsace và Lorraine. Tuy nhiên tại đây họ đã bị quân phòng thủ Đức do Thế tử xứ Bayern là Rupprecht đánh bại tan tác. Ngày 22 tháng 8, quân Pháp đã bị đẩy lùi về nơi xuất phát ban đầu dọc sông Moselle.
Hướng tấn công của Pháp giờ đây chuyển sang Ardennes. Tuy nhiên tại đây một lần nữa họ bị quân Đức đẩy lùi. Lúc này, kế hoạch Schlieffen của Đế chế Đức đang tiến triển thuận lợi khi quân Đức tiến vào Bỉ và miền Bắc nước Pháp đúng như kế hoạch. Trong khi đó, lực lượng viễn chinh Anh vừa đến đã bị đánh bại tại Trận Mons ngày 23 tháng 8. Đến đây thì kế hoạch XVII của Joffre đã hoàn toàn thất bại và liên quân Anh-Pháp bắt đầu Cuộc đại rút lui về sông Marne. Đến cuối tháng 8, tổng số thương vong của quân Pháp đã lên đến 260.000 trong đó có 75.000 người chết.

#### Chiến thắng sông Marne lần thứ nhất và tình hình bế tắc
Quân Đức với đà thắng lợi nhanh chóng tiến về uy hiếp Paris. Joffre đưa quân Pháp ngược về cánh trái và tập kết tại Paris lập công sự phòng thủ và giao cho tướng Joseph Gallieni chỉ huy. Ngày 4 tháng 9, Joffre phát lệnh tấn công.
Từ ngày 5 đến ngày 10 tháng 9 năm 1914 diễn ra Trận sông Marne lần thứ nhất giữa liên quân Anh-Pháp và Đức. Liên quân Anh-Pháp đã tập trung khai thác thành công lỗ hổng của 2 tập đoàn quân Đức tạo ra, chia cắt và bao vây từng tập đoàn quân một. Kết quả là vào ngày 9 tháng 9, trận chiến lâm vào bế tắc, hai tập đoàn quân số 1 và số 2 của Đức đã đứng trước nguy cơ bị tiêu diệt hoàn toàn. Tập đoàn quân số 2 đã buộc phải rút lui, Tập đoàn quân số 1 tuy đang chiếm ưu thế nhưng bị rơi vào thế cô lập cũng đành phải rút lui.
Ngày 10 tháng 9 năm 1914, Tổng Tham mưu trưởng quân Đức là Helmuth von Moltke ra lệnh tổng rút quân. Về chiến thuật, trận đánh đã kết thúc bất phân thắng bại, tuy nhiên trận huyết chiến này là một chiến thắng rạng rỡ về mặt chiến lược cho phe Đồng Minh Anh - Pháp. Thắng lợi lớn ở Trận Marne thể hiện sự quyết tâm của Joffre trong việc tái gầy dựng quân lực Pháp kể từ sau những chiến bại to tát ban đầu. Ngày hôm sau, Joffre báo cáo lên chính phủ là Trận Marne đã toàn thắng, kế hoạch Schliffen của Đức thất bại. Tuy nhiên, trong vòng 5 ngày sau đó Quân đội Đức đã dễ dàng rút quân để lập nên phòng tuyến mới trong khi quân Pháp và quân Anh đều đã khánh kiệt nên chả thể làm gì được cả. Joffre được tôn vinh làm vị cứu tinh của nước Pháp. Nhân dân Pháp ca ngợi chiến thắng quyết định ở sông Marne là "Phép lạ trên sông Marne" và bắt đầu một cao trào sùng bái cá nhân Joffre: họ gọi ông bằng cái tên trìu mến Papa Joffre ("Cha Joffre"), và vinh danh ông là một thiên tài quân sự xuất sắc nhất của nước Pháp sau Hoàng đế Napoléon Bonaparte. Chiến thắng trong Trận Marne này trở thành một trong những thắng lợi quyết định nhất trong suốt bề dày lịch sử nhân loại. Nhưng, liên quân Anh - Pháp truy kích lề mề còn người Đức đã băng qua sông Aisne và thiết lập phòng tuyến ở đó. Do Lực lượng Viễn chinh Anh quá mỏi mệt, họ không thể đến kịp để lấp lỗ hổng chết người giữa Tập đoàn quân thứ nhất và thứ hai của Đức, trong khi phía Đức đã kịp thời điều Tập đoàn quân thứ bảy lấp cái lỗ hổng này. Quân Pháp cũng đã hết sức uể oải do những thất bại nặng nề ban đầu và nỗ lực to lớn của họ trong trận Marne. Trong Trận sông Aisne lần thứ nhất, quân Đức đã chặn được các đợt tiến công của Liên quân Anh - Pháp. Đến ngày 15 tháng 9 năm 1914, quân Đức tổ chức phản công và đánh bật quân Đồng minh, buộc họ phải lui về cố thủ. Joffre đã vụt mất thời cơ giáng một đòn quyết định để dứt điểm cuộc chiến với thắng lợi của khối Hiệp ước.
Sau cuộc phản công ở sông Aisne, Joffre một lần nữa ra tay hành độn: ông phát lệnh cho Tướng Noël de Castelnau kéo Tập đoàn quân số 2 vượt sông Avre và tấn công cánh trái quân Đức ở Noyon. Vào ngày 25 tháng 9 năm 1914, Trận Albert lần thứ nhất bùng nổ. Cuộc tấn công của Pháp bị đánh trả quyết liệt, buộc họ phải rút về phía sau Noyon, nơi các đợt tấn công kế tiếp của Đức bị chặn đứng. Trận Albert lần thứ nhất khẳng định hai bên không thể tung đòn quyết định để triệt hạ binh lực của nhau, và từ đó tình trạng Chiến tranh Hầm hào mở đầu trên Mặt trận phía Tây.

#### Các cuộc tấn công thất bại và sự mất chức Tổng tham mưu trưởng

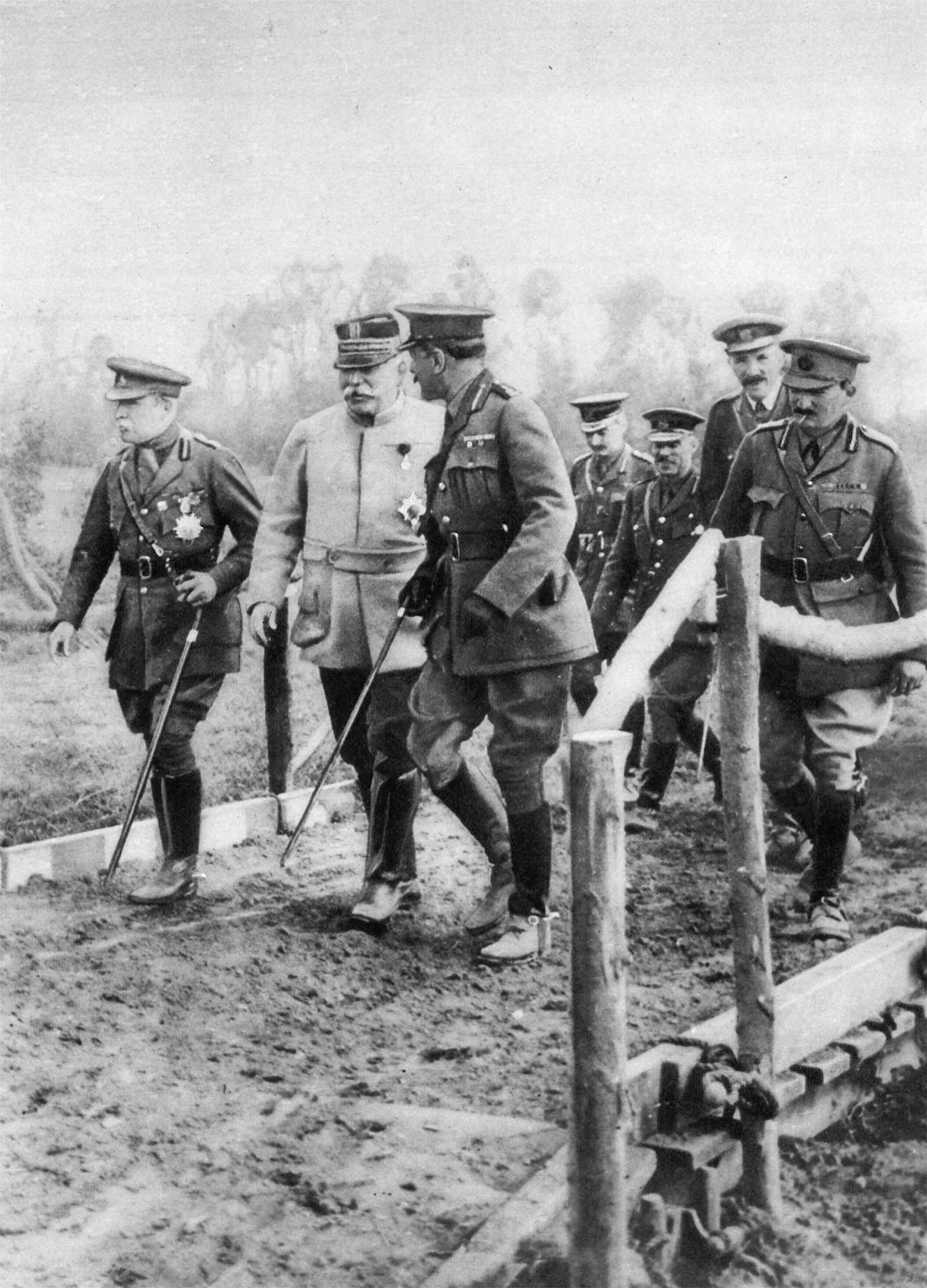
Tướng Anh John French, Joseph Joffre và tướng Anh Douglas Haig tại mặt trận phía Tây 1914-1915

Vào tháng 11 năm 1914, tân Tổng Tham mưu trưởng quân Đức là Đại tướng Erich von Falkenhayn quyết định điều bớt binh lực từ Mặt trận phía Tây sang Mặt trận phía Đông nhằm đánh bại Nga trong khi tiến hành phòng ngự hiệu quả ở Mặt trận phía Tây. Trước tình hình đó, Joffre chủ động tấn công để chọc thủng tuyến phòng ngự của Đức. Viên tướng từ lâu đã mong muốn tấn công và giờ đây ông tin rằng chỉ cần có kế hoạch bài bản và sự yểm trợ chặt chẽ pháo binh thì quân Pháp sẽ thắng lợi. Vào ngày 20 tháng 12 năm 1914, ông phát động Chiến dịch tấn công Champagne tại miền Bắc Pháp. Không được sự yểm trợ hợp lý của pháo binh, các đợt tấn công của Pháp bị đẩy lùi. Joffre nhận thấy quân Pháp chiếm được chút ít đất đai nên coi đây là một thắng lợi của nước Pháp do trận chiến đã nêu cao sĩ khí Quân đội Pháp và buộc Quân đội Đức phải tung lực lượng dự bị ra đánh. Tuy nhiên, Joffre đã sai lầm: cuộc tiến công ác liệt này đã hoàn toàn thất bại, quân Đức vẫn đứng vững trong khi quân Pháp phải hứng chịu tổn thất nặng nề.
Tháng 5 năm 1915, Đại tướng Joffre chỉ huy quân Pháp tấn công Artois nhưng thất bại. Giữa tháng 6 năm ấy, ông phải chấm dứt cuộc Tổng tiến công này. Chiến bại này sẽ góp phần khiến cho ông bị dân chúng Pháp chỉ trích kịch liệt. Thậm chí có người đã nghĩ đến chuyện thế chức ông. Đến cuối mùa hè năm 1915, thấy Falkenhayn ra quyết định tập trung binh lực Đức vào Mặt trận phía Đông để chống nhau với quân Nga, Joffre chớp thời cơ liền tổ chức Tổng tiến công thêm một lần nữa. Joffre cũng chủ trương kêu gọi Bộ Tư lệnh Pháp rút ra bài học từ những thất bại của Quân đội Pháp trong các Trận Champagne lần thứ nhất và Artois lần thứ hai vừa qua. Ngoài ra, Joffre còn bố trí cho Lực lượng Viễn chinh Anh và quân Ý mới tới từ mặt trận Isonzo sẽ tổ chức tấn công tại Loos để yểm hộ cho cuộc Tổng tiến công của quân Pháp. Do chuẩn bị chu đáo, người Pháp rất hí hửng tin chắc mình sẽ thắng trận này.
Vào ngày 25 tháng 9, Trận Champagne lần thứ hai bắt đầu, lực lượng bộ binh Pháp chủ động tiến công đẩy quân Đức vào tình thế nguy kịch, do Falkenhayn cho rằng người Pháp sẽ không dám tấn công. Tuy nhiên, quân Đức dần dần đã đánh bại cuộc tấn công của địch. Một lần nữa, pháo binh Pháp lại yểm trợ kém cỏi thành thử dẫn tới thất bại của Quân đội Pháp. Cùng thời gian với trận Champagne lần thứ hai, quân Anh mở Trận Loos với thắng lợi về mặt chiến thuật nhưng đã bị kiệt lực. Vào ngày 3 tháng 11 năm 1915, Joffre buộc phải chấm dứt Chiến dịch Champagne lần thứ hai. Với thất bại nặng nề này, quân Pháp không chỉ mất đến 144 nghìn binh sĩ mà còn sa sút nghiêm trọng về mặt sĩ khí, quân trang. Joffre, Ferdinand Foch - những vị tướng ham thích tiến công, tuy không bỏ đi chủ trương của mình nhưng cũng phải xem lại.
Năm 1916, mặt trận phía Tây diễn ra 2 trận đánh lớn và có tính chất quyết định là Trận Verdun và Trận Somme. Tuy nhiên trong năm này, người Pháp không đạt được bất kì một thắng lợi nào cộng với thương vong khủng khiếp của cả hai trận đánh trên đã dẫn đến việc Joffre bị thay chức bởi tướng Robert Nivelle vào ngày 13 tháng 12 năm 1916 trong cương vị tổng tham mưu trưởng quân đội Pháp. Nivelle nổi tiếng là người luôn thích tiến hành đổi mới và ông đã thành công trong việc tái chiếm lại cho Pháp một số vùng đất tại Verdun. Tuy nhiên sau đó Nivelle vì thất bại trong chiến dịch mang tên mình năm 1917 nên cũng bị cách chức và thay bằng Philippe Pétain.

### Cuối đời
Tuy nhiên trong năm 1916, Joffre vẫn được phong quân hàm thống chế và ông trở thành thống chế Pháp đầu tiên của đệ tam cộng hòa.. Cuối năm 1916, România tham chiến theo phe Entente nhưng nhanh chóng bị liên quân Đức, Áo-Hung và Bulgaria đánh bại, thủ đô Bucharest bị chiếm đóng. Có người lên án Joffre do đường lối của ông khi làm Tổng Tham mưu trưởng đã dẫn đến chiến bại thê lương này của xứ Romania. Đầu năm 1916, Joffre được cử đến Romania để tổ chức và chấn chỉnh lại quân đội nước này. Trong các tháng 4 và 5 năm 1917, khi nước Mỹ tuyên chiến với Đức Quốc, Joffre đến thăm Mỹ. Tháng 6 năm 1917, ông giữ chức trưởng đoàn đại biểu quân sự Pháp tại Mỹ. Vào năm 1918, ông cũng sang thăm Anh Quốc. Ông về hưu năm 1919 và trở thành thành viên của viện Hàn lâm Pháp.
Năm 1921, Chính phủ Pháp đã cử Joffre dẫn đầu một phái đoàn đi thăm Nhật Bản để đáp lễ Thiên hoàng Hirohito sang thăm Pháp. Phái đoàn này cũng đã tiến hành viếng thăm Đông Dương,Xiêm La và Trung Quốc. Ngày 9 tháng 12 năm 1921, Joffre tới Sài Gòn, từ 13 đến 19 tháng 12 là Campuchia, từ 21 đến 28 tháng 12 là Xiêm. Sau đó, từ Bangkock ông trở về Đà Nẵng và đến Huế ngày 1 tháng 1 năm 1922. Ngày 6 tháng 1, Joffre đến Hà Nội và đến ngày 11 tháng 1 thì rời vịnh Hạ Long sang Nhật Bản.
Joffre mất ngày 3 tháng 1 năm 1931 tại Paris và Chính phủ Pháp làm lễ quốc tang cho ông. Ông được an táng tại điền trang của mình ở Louveciennes. Hồi ký của ông, gồm 2 tập, được xuất bản vào năm 1932.

## Vinh danh
Tên Joffre đã được đặt cho nhiều đường phố và khu vực trên thế giới để vinh danh ông:
- Quảng trường Joffre, Avenue de la Motte-Piquet, Paris, nơi đặt bức tượng đồng của ông.
- Núi Joffre, 1 ngọn núi tại Canada.
- Rue Joffre (Đường Joffre), tại Shawinigan, Quebec, Canada.
- Đại lộ Joffre, Milltown, New Jersey, Hoa Kỳ.
- Đại lộ Joffre, Thượng Hải, Trung Quốc
- Đường Joffre, Pascoe Vale, Victoria, Úc.
- Joffre, Pennsylvania, zip code 15053

Tại Việt Nam có một số địa danh từng mang tên Joffre
- Joffre - Rue Maréchal, tên cũ phố Lý Nam Đế tại Hà Nội
- Cité Maréchal Joffre: tên cũ Ngõ Hàng Hương [26]
- Công trường Maréchal Joffre, nay là Công trường Quốc tế tại Thành phố Hồ Chí Minh

Ngoài ra, còn có 1 hàng không mẫu hạm được đặt tên theo ông nhưng chiếc tàu này đã không bao giờ được hoàn thành vì thất bại thê thảm của Pháp trước Đức Quốc xã vào năm 1940 trong cuộc Chiến tranh thế giới lần thứ hai.